# Charlie und die Schokoladenfabrik (1971)
Charlie und die Schokoladenfabrik (engl. Originaltitel: Willy Wonka & the Chocolate Factory; Alternativtitel: Willy Wonka und die Schokoladenfabrik, Willy Wonka) ist eine Literaturverfilmung von Mel Stuart aus dem Jahr 1971 nach dem gleichnamigen Kinderbuchklassiker von Roald Dahl. Die Hauptrollen übernahmen Gene Wilder (als „Willy Wonka“) und Peter Ostrum (als „Charlie Bucket“). 2005 wurde das Buch unter demselben Titel ein zweites Mal verfilmt. Die Regie übernahm hier Tim Burton.
2014 wurde der Film ins National Film Registry aufgenommen.

## Handlung
Der kleine Charlie Bucket lebt mit seiner verwitweten Mutter und seinen vier Großeltern in ärmlichsten Verhältnissen. Das schäbige Haus, in dem alle leben, steht ganz in der Nähe einer sagenumwobenen Schokoladen- und Süßigkeitenfabrik. Charlies Großvater Josef erzählt dem Jungen fast jeden Abend die wunderlichsten Geschichten über die Fabrik, die dem nicht minder wunderlichen, aber genialen Willy Wonka gehört. In der ganzen Gegend ist Mr. Wonka eine lebende Legende, denn über viele Jahrzehnte hinweg hat ihn niemand je zu Gesicht bekommen. Und seit Jahrzehnten geht kein einziger Arbeiter in die Fabrik ein oder aus. Es heißt, dass Mr. Wonka all seine Arbeiter entlassen hatte, weil ständig Geheimrezepte gestohlen und an Konkurrenzfirmen weitergereicht worden waren. Aber trotz der vermeintlichen Schließung produziert das Unternehmen massenhaft Süßigkeiten von unerreichter Güte und Qualität, teilweise mit erstaunlichen Geschmacks- und Konsistenzeigenschaften. Solche Leckereien können sich Charlie und seine Familie nicht leisten, selbst einfache Schokolade ist Luxus.
Eines Tages verkünden Zeitungsartikel, Radiomeldungen und Fernsehnachrichten, dass Mr. Wonka goldene Tickets verlose. Es handelt sich um fünf auf Goldfolie gedruckte Eintrittskarten, die den Finder dazu berechtigen, Wonkas legendäre Schokoladenfabrik zu besichtigen. Allerdings dürfen nur Kinder (in Begleitung eines Erwachsenen) die Tickets einlösen. Die Tickets sind in den Verpackungen einfacher Schokoladentafeln versteckt und wurden über die gesamte Welt verstreut. Schon bald sind die ersten vier Tickets gefunden. Ihre glücklichen Besitzer sind: der fettleibige und gefräßige Augustus Stopf, die arrogante und herrschsüchtige Angela Zart, die erfolgs- und geltungssüchtige Kaugummi-Kauweltmeisterin Violetta Wiederkau und der fernsehsüchtige und rechthaberische Mickie Glotze. Nur das fünfte Ticket will einfach nicht gefunden werden und es machen schon Falschmeldungen über angebliche Gewinner die Runde. Charlie, der nicht an sein Glück glaubt, ist sprachlos, als ausgerechnet er das letzte Ticket gewinnt. Er und sein Großvater machen sich, zusammen mit den anderen Kindern, auf zu Willy Wonkas Schokoladenfabrik.
Willy Wonka entpuppt sich als exzentrisch, spitzfindig und berechnend. Er führt seine Gäste durch verschiedene Fabrikhallen, die direkt aus der Fantasie von schokoladensüchtigen Kindern entsprungen zu sein scheinen: Wasserfälle aus echter Schokolade, Zuckerbäume mit Gummibärchenfrüchten und riesige Pilze aus Marshmallow und Zuckerwatte – ganze Landschaften aus essbarer Süßware. Quasi als Gastgeschenk überreicht Mr. Wonka jedem Kind ein vierfarbiges Bonbon, das nicht nur die Lieblingsgeschmacksrichtungen des jeweiligen Genießers entfaltet, sondern auch noch unvergänglich ist. Dann stellt er den Kindern die Fabrikarbeiter vor: die Oompa Loompas, kleinwüchsige Menschen mit tonfarbener Haut, grünen Haaren und weißen Augenbrauen. Diese arbeiten nicht nur fleißig und stellen den Besuchern verschiedenste Apparaturen vor, sie singen auch noch. Ihre Lieder haben allerdings einen gehässigen Unterton und enthalten zudem fast immer eine gewisse Moralpredigt. Während der Besichtigung kommt es fortwährend zu seltsamen „Unfällen“, bei denen immer ein Kind etwas Unbedachtes oder Dummes tut und von den Oompa Loompas gerettet werden muss: Augustus rutscht beim Naschen in den Schokoladenfluss, Angela fällt in eine Eier-Sortiermaschine, Violetta bläht sich zu einer menschlichen Blaubeere auf und Mickie wird durch eine magische Fernbedienung auf Mäusegröße geschrumpft. Schließlich sind nur noch Charlie und sein Großvater übrig. Doch weil sie beide heimlich von einer Wunderbrause genascht haben, will Mr. Wonka die beiden hinauswerfen.
Opa Josef ist verärgert, verspricht, mit Mr. Wonka „abrechnen“ zu wollen und ermutigt seinen Enkel, das Geheimnis des Wunderbonbons an Mr. Wonkas Konkurrenten auszuhändigen. Als aber Charlie das Wunderbonbon zurückgibt, weil er ein schlechtes Gewissen hat, ist Mr. Wonka gerührt und verkündet, dass Charlie den Hauptpreis, die Schokoladenfabrik, gewonnen habe. Mr. Wonka und seine zwei Gäste steigen in den Wonkavator (ein gläserner Fahrstuhl) und schießen mit diesem durch das Dach der Fabrik. Als der Wonkavator hoch über der Stadt schwebt, erklärt Mr. Wonka, dass Charlie sein Nachfolger werden soll. Charlie nimmt unter der Bedingung an, dass seine Familie in die Fabrik einziehen dürfe, was Mr. Wonka begrüßt.

## Synchronisation

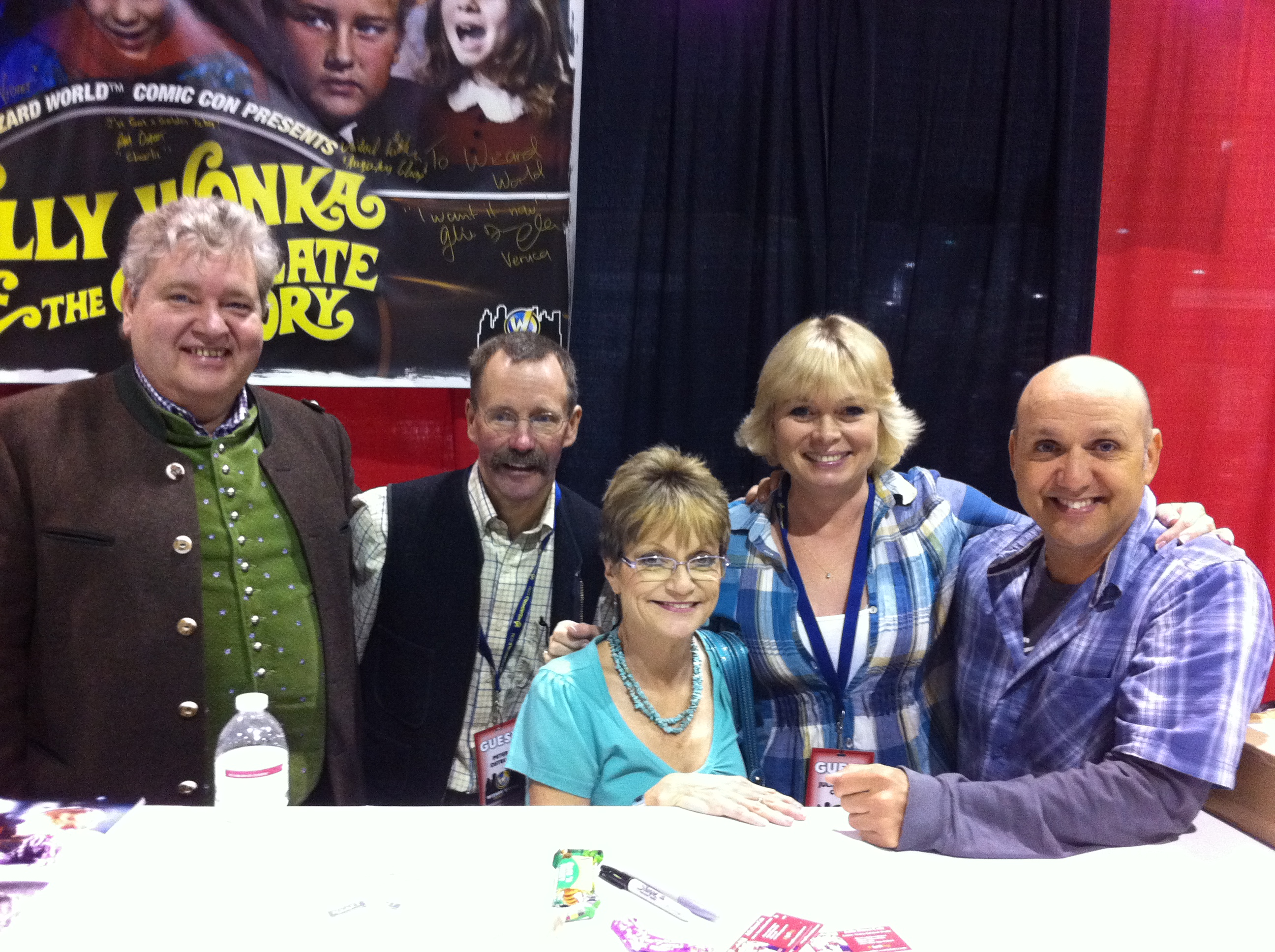
Die fünf Kinderdarsteller bei einem gemeinsamen Treffen im Jahr 2011

Die deutsche Synchronbearbeitung entstand 1971 in den Ateliers der Berliner Synchron GmbH. Das Dialogbuch verfasste Ruth Leschin, die Synchronregie übernahm Friedrich Schoenfelder. In dieser Fassung sind auch die Namen der Figuren zum besseren Verständnis teilweise übersetzt oder verändert worden.
| Rolle                          | Darsteller        | Synchronsprecher  |
| ------------------------------ | ----------------- | ----------------- |
| Willy Wonka                    | Gene Wilder       | Wolfgang Draeger  |
| Charlie Bucket                 | Peter Ostrum      | Thomas Behnke     |
| Opa Josef                      | Jack Albertson    | Eduard Wandrey    |
| Herr Zart                      | Roy Kinnear       | Horst Niendorf    |
| Herr Sonnenschein              | David Battley     | Horst Gentzen     |
| Herr Wiederkau                 | Leonard Stone     | Edgar Ott         |
| Frau Bucket                    | Diana Sowle       | Ilse Kiewiet      |
| Schoko-Verkäufer Bill          | Aubrey Woods      | Lothar Blumhagen  |
| Augustus Stopf                 | Michael Böllner   |                   |
| Mickie Glotze                  | Paris Themmen     | Steffen Müller    |
| Frau Stopf                     | Ursula Reit       | Ursula Reit       |
| FBI-Agent                      | Ed Peck           | Arnold Marquis    |
| Angela Zart                    | Julie Dawn Cole   | Susanne Lissa     |
| Frau Glotze                    | Dodo Denney       | Ursula Lillig     |
| Mrs. Curtis                    | Gloria Manon      | Barbara Ratthey   |
| Violetta Wiederkau             | Denise Nickerson  | Ina Patzlaff      |
| Computerprogrammierer          | Tim Brooke-Taylor | Andreas Mannkopff |
| Arthur Slugworth/Mr. Wilkinson | Günter Meisner    |                   |

## Produktion
Die Idee zur Verfilmung des Buchs Charlie und die Schokoladenfabrik kam, als Mel Stuarts Tochter nach dem Lesen des Buches ihren Vater bat, eine Filmversion zu erstellen. Nachdem Stuart dem Produzenten David L. Wolper das Buch vorlegte, konnte dieser die Quaker Oats Company überzeugen, die Rechte für das Buch zu kaufen und den Film zu finanzieren. Diese plante, zum Filmstart einen Schokoriegel auf den Markt zu bringen, um diesen mit dem Film zu bewerben. Tragischerweise hatte der Schokoriegel einen Fehler in der Rezeptur, und die Schokolade schmolz in den Regalen der Supermärkte und musste vom Markt genommen werden. Der Schokoriegel verschwand in der Versenkung, der Film wurde zum Klassiker.

### Drehbuch
Roald Dahl, der auch die Buchvorlage geschrieben hatte, gilt als Drehbuchautor des als Kindermusical ausgelegten Films, obgleich der im Abspann nicht erwähnte Drehbuchautor David Seltzer dieses erheblich überarbeitete. Zum Beispiel legte Seltzer die zahlreichen nicht im Buch vorkommenden Zitate klassischer Literatur in Wonkas Mund. Einige Teile der Handlung des Buches wurden mit Rücksicht auf einen Erfolg des Films im Kino angepasst – am erwähnenswertesten sind die hinzugefügten Musiknummern. Im Gegensatz zur verbreiteten Meinung, der Originalfilmtitel Willy Wonka & the Chocolate Factory trage einer erweiterten Rolle Willy Wonkas Rechnung – eher das Gegenteil ist der Fall –, wurde der Titel geändert, weil zur Erscheinungszeit des Films „Charlie“ die übliche Bezeichnung im Vietnamkrieg für die Soldaten des Vietcong war (Viet Cong = Victor Charlie).

### Besetzung
Regisseur Mel Stuart und Produzent David Wolper widersetzten sich dem Wunsch Dahls, die Rolle Willy Wonkas mit dem britischen Komiker Spike Milligan zu besetzen. Joel Grey, der von den beiden bevorzugte Broadwaysänger schied wegen seiner geringen Körpergröße aus. Das eine Woche andauernde Vorsprechen im New Yorker Plaza Hotel endete schließlich mit der Wahl des Hollywoodschauspielers Gene Wilder. Für die Besetzung der Kinder und deren Eltern arbeiteten die Produzenten mit Casting-Agenturen in New York, London und München zusammen. Minderwüchsige für die Rollen der Oompa Loompas wurden in der ganzen Welt gesucht.

### Dreharbeiten und Veröffentlichung
Mit einem Budget von drei Millionen US-Dollar wurde der Film aus Kostengründen in den Studios der Bavaria Film in München gedreht. Zudem war das als Kulisse der Schokoladenfabrik dienende Gaswerk der Stadt München der Standortwahl förderlich. Die Dreharbeiten begannen am 31. August 1970 und endeten am 19. November desselben Jahres. Für Charlies Stadt, die während des Fluges im Wonkavator zu sehen ist, wurden Luftaufnahmen von Nördlingen verwendet.
In den USA hatte der Film am 30. Juni 1971 Premiere. In der Bundesrepublik Deutschland lief er erstmals am 25. Dezember 1971. Auf DVD mit einer deutschen Tonspur wurde er erstmals am 7. Juli 2005 herausgegeben.

## Zuspruch
Obwohl der Film im ersten halben Jahr mit nur vier Millionen US-Dollar weniger als erhofft einspielte, reagierten Kritiker und Kinobesucher positiv auf ihn. Dahl missfiel die Verfilmung seines Buches allerdings so sehr, dass er sich weigerte, die Rechte der Fortsetzung (Charlie and the Great Glass Elevator) zu verkaufen; erst 1989, ein Jahr vor seinem Tod, stimmte er einer weiteren Verfilmung eines seiner Bücher zu.
Aufgrund wiederholter Fernsehausstrahlungen im englischsprachigen Raum stieg die Popularität und der Film erreichte Kultstatus. 2005 wurde mit Charlie und die Schokoladenfabrik das Buch ein zweites Mal verfilmt; Regisseur Tim Burton erklärte allerdings, dass es sich nicht um ein Remake des ersten Films handle, sondern vielmehr um eine weitere Interpretation des Buches.

## Deutsche Fassungen
In der ursprünglichen deutschen Fassung wurden fast alle Gesangsnummern entfernt, die nur bedingt die Handlung fortführen. Das Lied, das Charlies Großvater singt, ist in gekürzter Fassung in der VHS-Version des Films enthalten, Willy Wonkas Song beim Betreten des ersten Raums mit dem Schokoladenfluss liegt ebenfalls gekürzt vor. Auch wurden die Oompa Loompas in gekürzter Fassung synchronisiert, allerdings nur, sofern keine Bildbearbeitung nötig war. Ansonsten wurde wieder gekürzt. Verucas Lied wurde entfernt und durch gesprochenen Dialog ersetzt.
Da die Kürzungen allerdings so undurchschaubar ausfielen, war es nicht möglich, diese auf die DVD zu bringen, die den Titel Willy Wonka und die Schokoladenfabrik erhielt. Lediglich der Chor über dem Abspann ist auch auf der DVD in deutscher Fassung vorhanden. Weitere Szenen, die in der deutschen Fassung entfernt worden waren, betreffen zum größeren Teil Sequenzen, die damals als zu gruselig für einen Familienfilm angesehen wurden. Beispielsweise fehlt die gesamte psychedelische Fahrt mit dem Boot durch den Tunnel, bei der die Fahrgäste mit ihren Ängsten konfrontiert werden. Außerdem ist das Bild des Betrügers entfernt worden, weil es einen Nazi-Mann zeigt; und der Dialog, in dem die Herren darüber sprechen, dass das fünfte Ticket eine Fälschung sei, wurde bis zur Unverständlichkeit gekürzt. Weiterhin wurde Wonkas Erklärung gegen Ende auch etwas entschärft.
Die vollständige ursprüngliche Filmfassung wurde erstmals am 22. August 2006 auf ARTE ausgestrahlt; wobei die fehlenden Sequenzen mit deutschen Untertiteln gezeigt wurden. Zudem ist diese Fassung in Deutschland auf DVD inklusive der englischen Fassung neu erschienen.

## Musik
Die Lieder und die Filmmusik wurden von den berühmten britischen Songwritern Leslie Bricusse und Anthony Newley entworfen. Der Titel The Candy Man in der Interpretation von Sammy Davis jr. wurde am bekanntesten.

### Musiknummern
1. „Golden Ticket“ (Pure Imagination/Main Title Theme)
2. „The Candy Man“, aufgeführt von Aubrey Woods (Nummer-1-Hit in den USA von Sammy Davis, Jr.)
3. „Charlie’s Paper Run“
4. „Cheer Up, Charlie“, aufgeführt von Diana Sowle
5. „Lucky Charlie“
6. „(I’ve Got A) Golden Ticket“, aufgeführt von Jack Albertson and Peter Ostrum
7. „Pure Imagination“, aufgeführt von Gene Wilder
8. „Oompa Loompa Doompa-De-Do“, aufgeführt von den Oompa Loompas
9. „The Wondrous Boat Ride“, aufgeführt von Gene Wilder
10. „Everlasting Gobstoppers“, Oompa Loompa
11. „Bubble Machine“
12. „I Want It Now“, aufgeführt von Julie Dawn Cole
13. „The Rowing Song“, aufgeführt von Gene Wilder
14. „Wonkamobile, Wonkavision“, Oompa Loompa
15. „Wonkavator“ (Pure Imagination/End Title)

## Kritik
„Verfilmung eines Kinderbuches, die Musical-Elemente mit Ansätzen von Märchen und Satire vermischt, dabei jedoch Krampf und Kitsch mit Phantasie verwechselt.“

„Willy Wonka und die Schokoladenfabrik erweist sich als hübscher Film für Jung und Alt, der zwar ein wenig vorhersehbar daherkommt, aber nicht wirklich verstaubt wirkt. Man sieht ihm natürlich das Alter an, doch das erweist sich nicht weiter als störend. Da der Film auch im deutschen Fernsehen recht stiefmütterlich behandelt worden ist und nunmehr fast 40 Jahre alt ist, fehlt natürlich hier zu Lande der Nostalgie-Faktor etwas, aber dafür überzeugt der Film durch seine phantasievolle Umsetzung. Fazit: Willy Wonka ist ein Musical für Jung und Alt, das jedoch auch düstere Züge annimmt.“

„Beiläufiger Realismus in Charlies englischem Arbeitervorort und die sanfte Erinnerung an die Kraft des Wünschens werden mit augenzwinkernden satirischen Seitenhieben auf den drohenden Verlust der Kindheit gepaart. Die Fantasie schlägt auch hier zusammen mit den zwergenhaften Umpa-Lumpas, die in der Fabrik arbeiten, Purzelbäume. Nur funktioniert das, anders als bei Tim Burton, mit Handarbeit und nicht mit Computertricks. Und Gene Wilder ist durch seine unverkrampfte Ironie sogar der gegenüber Johnny Depp um einen kleinen Tick bessere Willy Wonka.“

„Altbackenes Musicalmärchen ohne viel musikalischen Schwung; die Ansätze zur Satire bleiben schwach (Wertung: 1½ Sterne mäßig).“

„Regisseur Mel Stuart drehte dieses witzige, fantasievolle Kinderabenteuer nach der berühmten literarischen Vorlage von Roald Dahl. Gene Wilder überzeugt in diesem zeitlos schönen Stück Kino als Schokoladenfabrikant.“

„Charlie und die Schokoladenfabrik, ein Kinderfilm, weist eine besondere Qualität auf, die meist sogar in Erwachsenenfilmen zu kurz kommt: Man weiß nie, was als nächstes passiert.“

## Auszeichnungen
- 1972 Nominiert für den Academy Award in der Kategorie „Beste Filmmusik“ – Leslie Bricusse, Anthony Newley und Walter Scharf
- 1972 Nominiert für den Golden Globe Award in der Kategorie „Bester Hauptdarsteller – Komödie oder Musical“ – Gene Wilder

## Medien
- DVD: Willy Wonka und die Schokoladenfabrik. Warner Home Video 2005